# Катыш
Катыш — река в Московской области России, правый приток Истры.
Исток — в районе деревни Бакланово городского округа Клин, впадает с севера в Истринское водохранилище у деревни Колтышево городского округа Солнечногорск.
Длина — 22 км, площадь водосборного бассейна — 103 км², по другим данным длина — 23 км, площадь водосбора — 119 км². Равнинного типа. Питание преимущественно снеговое. Замерзает обычно в середине ноября, вскрывается в середине апреля:7—8. Большой интерес у туристов вызывают дремучие елово-берёзовые леса по берегам Катыша, малое число деревень и дачных массивов, незаболоченность земель в сочетании с прозрачной водой, если не считать асфальтированную дорогу, проложенную вдоль реки в её низовьях.
По данным Государственного водного реестра России, относится к Окскому бассейновому округу. Речной бассейн — Ока, речной подбассейн — бассейны притоков Оки до впадения Мокши, водохозяйственный участок — Истра от истока до Истринского гидроузла.